# Кулина (тврђава)
Кулина је стара утврда, смештена 15 km југозападно од данашњег Алексинца, у близини истоименог села. Данас има остатака утврђења.